# Guillaume van Zuylen
Guillaume Gustave van Zuylen (Luik, 21 december 1838 - 30 maart 1924) was een Belgisch senator.

## Levensloop
Van Zuylen, ook soms met zijn tweede voornaam Gustave vernoemd, was een zoon van Edouard van Zuylen (1811-1869) en van Jeanne Dodémont (1814-1892). Hij trouwde in 1867 in Stavelot met Marie-Jenny Orban de Xivry (1843-1888). Een van hun zoons was senator Joseph van Zuylen. In 1905 werd van Zuylen in de Belgische erfelijke adel opgenomen en in 1920 werd hem de bij eerstgeboorte overdraagbare baronstitel verleend.
Hij werd ingenieur en industrieel.
In 1904 werd hij gemeenteraadslid en schepen van Argenteau. In 1908 werd hij verkozen tot katholiek senator voor het arrondissement Luik en vervulde dit mandaat tot in 1919.